# Chari (apellido)
Chari (así como Chiari del cual deriva) es un apellido de origen italiano, cuyo significado etimológico se entrelaza con los conceptos de "claridad" y "luminosidad". y podría derivar del nombre medieval "Claro" (luminoso), los de "Chiaro", o inclusive de apodos vinculados a topónimos como Chiari (Provincia de Brescia, región de Lombardia) o Chiarone (Provincia de Grosseto, región de la Toscana). El apellido Chiari tiene una difusión histórica en varias regiones de Italia, especialmente en el norte y el centro del país.
Según otras fuentes, el apellido “Chari” es una variación del nombre inglés Charles y significa "hombre fuerte" o "guerrero". El nombre también se relaciona con el término francés char, que significa "carro de guerra".
Una connotación adicional del apellido "Chari" surge como variante del apellido francés "Charry", cuyas raíces se remontan a un topónimo originario del departamento de Lot (región de Occitania), específicamente en la localidad de Montcuq.